# Cattedrale di San Giacomo (Gerusalemme)
La cattedrale di San Giacomo è una cattedrale appartenente alla chiesa apostolica armena situata nel quartiere armeno della città Vecchia di Gerusalemme che, secondo la tradizione armena, custodisce la testa di san Giacomo il Maggiore e le spoglie di san Giacomo il Minore.

## Storia
Il luogo dove sorge la cattedrale era occupato in antichità da una cappella dedicata a San Mena eretta nel 444 circa per volere di una patrizia romana di nome Bassa, la quale divenne badessa del monastero attiguo. Secondo alcuni, nell'XI secolo la comunità georgiana di Gerusalemme, costruì una chiesa sul luogo in cui fu decapitato San Giacomo, inglobando la cappella di San Mena.
Nel XII secolo la cattedrale passò sotto il controllo della comunità armeno che ordinò la ricostruzione dell'edificio in onore della visita a Gerusalemme del patriarca Gregorio Bhalavuri nel 1142. I lavori furono forse completi nel 1163 per la visita di re Teodoro II d'Armenia, ma certamente nel 1165 quando il pellegrino Giovanni di Wurzburg la descrisse in funzione.
La chiesa deve il suo aspetto attuale al restauro condotto nel XVII secolo dal patriarca Gregorio detto il portatore di catene. Il suo soprannome fu dovuto al fatto che decise di indossare una pesante catena in segno di sottomissione, finché non avesse ottenuto i soldi necessari a saldare il debito contratto dalla comunità armena.
La comunità armena di Gerusalemme è la più antica al di fuori dello stato natale e risale al V secolo. Il patriarcato armeno di Gerusalemme fu fondato nel 637.

## Struttura

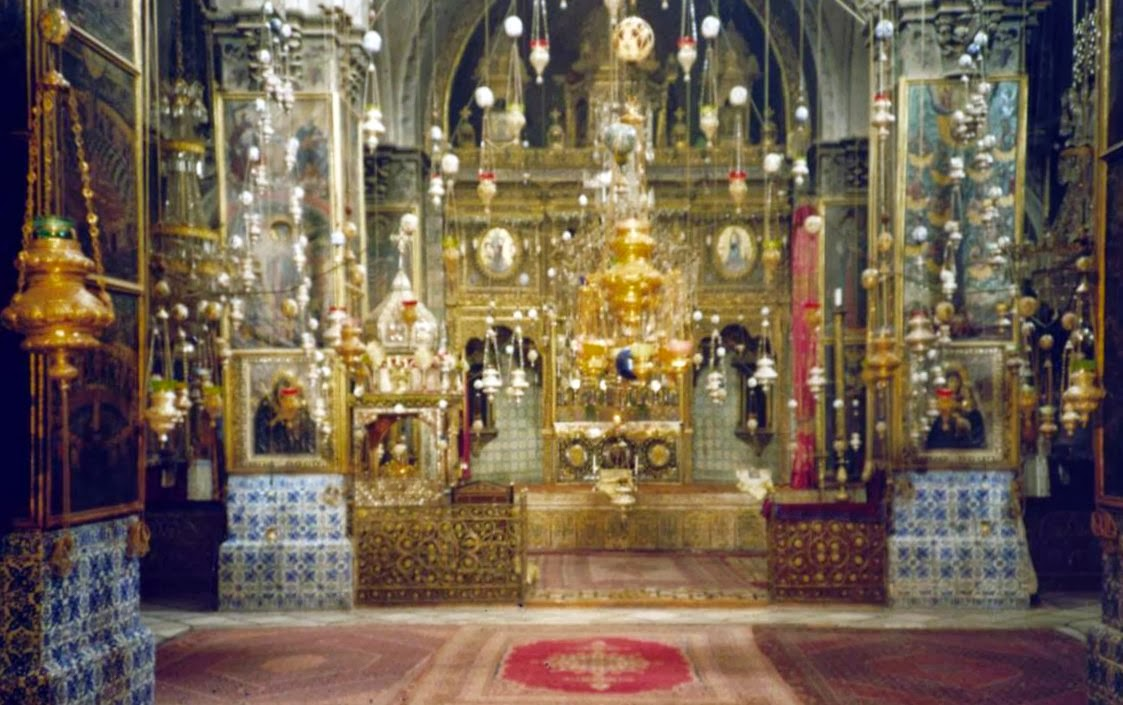
L'altare principale.

L'accesso alla cattedrale avviene attraverso un giardino in cui campeggia una fontana del XIX secolo. Sul muro ovest che recinta il giardino sono presenti iscrizioni in armeno risalenti al 1151. Sul sagrato sono presenti delle barre di legno, chiamate nakus, utilizzate ancora oggi per la chiamata alla preghiera. L'interno è suddiviso in tre navate da quattro colonne quadrate ornate da piastrelle bianche e blu che sostengono la cupola centrale. Tre absidi si trovano al limitare delle tre navate e contengono un altare ciascuno, e sono separati dal resto dell'ambiente da un'iconostasi. Nel coro sono presenti due seggi: secondo la tradizione uno appartenne a Giacomo il Minore, apostolo di Gesù e primo vescovo di Gerusalemme la cui tomba si trova proprio di fronte al seggio. Viene utilizzato una volta all'anno in occasione della sua festività.
La cattedrale contiene numerose cappelle minori; secondo la tradizione la terza sulla sinistra contiene la testa di san Giacomo il Maggiore.

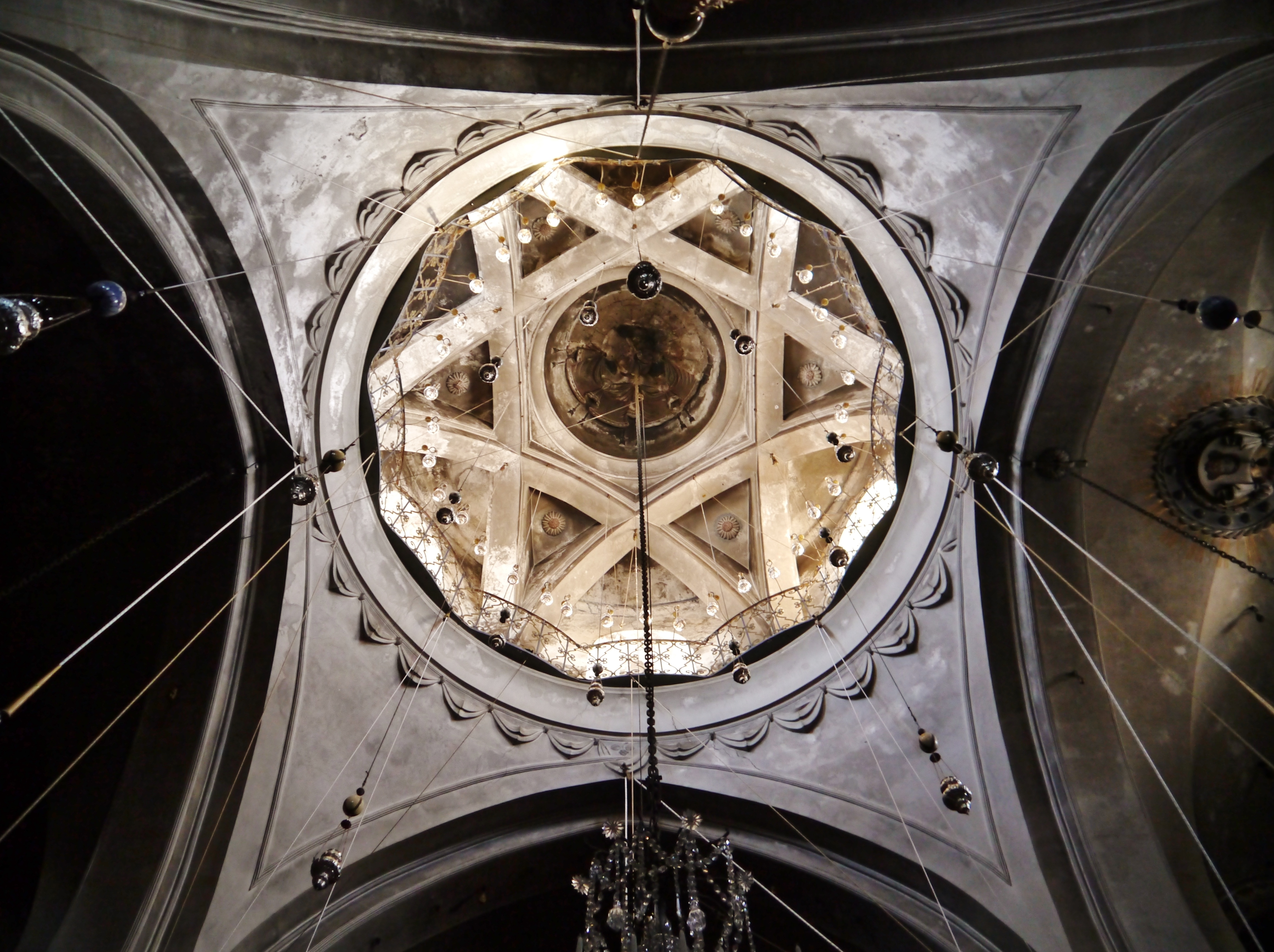
La cupola.

L'interno è illuminato fiocamente da numerose lampade a olio ed è completamente sprovvisto di posti a sedere.

## Le reliquie

### Il corpo di san Giacomo il Minore
Secondo la tradizione armena il corpo di san Giacomo Minore riposa in questa chiesa, mentre secondo quella cattolica il corpo del santo sarebbe inumato nella Basilica dei XII Apostoli a Roma, assieme a san Filippo.

### La testa di san Giacomo il Maggiore
Le tradizioni cristiane narrano storie contrastanti sulla sorte del capo di san Giacomo. Il santo fu certamente decapitato nel 44 per ordine di Erode Agrippa.
Secondo il Codex calixtinus, risalente al XII secolo, il corpo integro fu trasportato dai discepoli in Galizia, dove il santo aveva predicato, e non si fa in alcun modo menzione di un culto gerosolimitano.
Numerose rappresentazioni iconografiche ritraggono la traslazione del corpo integro in Spagna:
- il portale della chiesa di San Giacomo di Cereixo a Vimianzo, vicino a La Coruña
- l'altare d'argento della Cattedrale di San Zeno a Pistoia
- la Pala Goodyear nella Cattedrale di Santiago di Compostela

Di contro, nel 1165 il pellegrino Giovanni di Wurzburg attesta che nella cattedrale di San Giacomo si venera la testa del santo.
Un'altra versione ancora viene riportata nell'Historia Compostelana: il monaco benedettino cluniacense Maurizio Burdino raggiunse Gerusalemme tra il 1104 e il 1108 con l'intento di rubare la testa di san Giacomo. Nel 1116 la reliquia rubata viene donata dalla regina Urraca di Castiglia al vescovo di Compostela Diego Gelmírez.